# باونيرفين
باونيرفين هي بلدة هولندية بمقاطعة درينته. وهي جزء من بلدية بورخر- أودورن، وتقع حوالي 18 كم شمال إيمين.